# Verbenico
Verbenico (in croato Vrbnik; in tedesco Vörbnick) è un comune di 1 270 abitanti dell'isola di Veglia nella regione litoraneo-montana in Croazia.

## Società

### Evoluzione demografica
| %      | Ripartizione linguistica (gruppi principali) |
| ------ | -------------------------------------------- |
| 1,11%  | madrelingua bosniaca                         |
| 0,16%  | madrelingua tedesca                          |
| 97,86% | madrelingua croata                           |
| 0,08%  | madrelingua ungherese                        |
| 0,08%  | madrelingua italiana                         |
| 0,16%  | madrelingua serbo-croata                     |
| 0,08%  | madrelingua slovena                          |
| 0,16%  | madrelingua serba                            |

## Geografia antropica

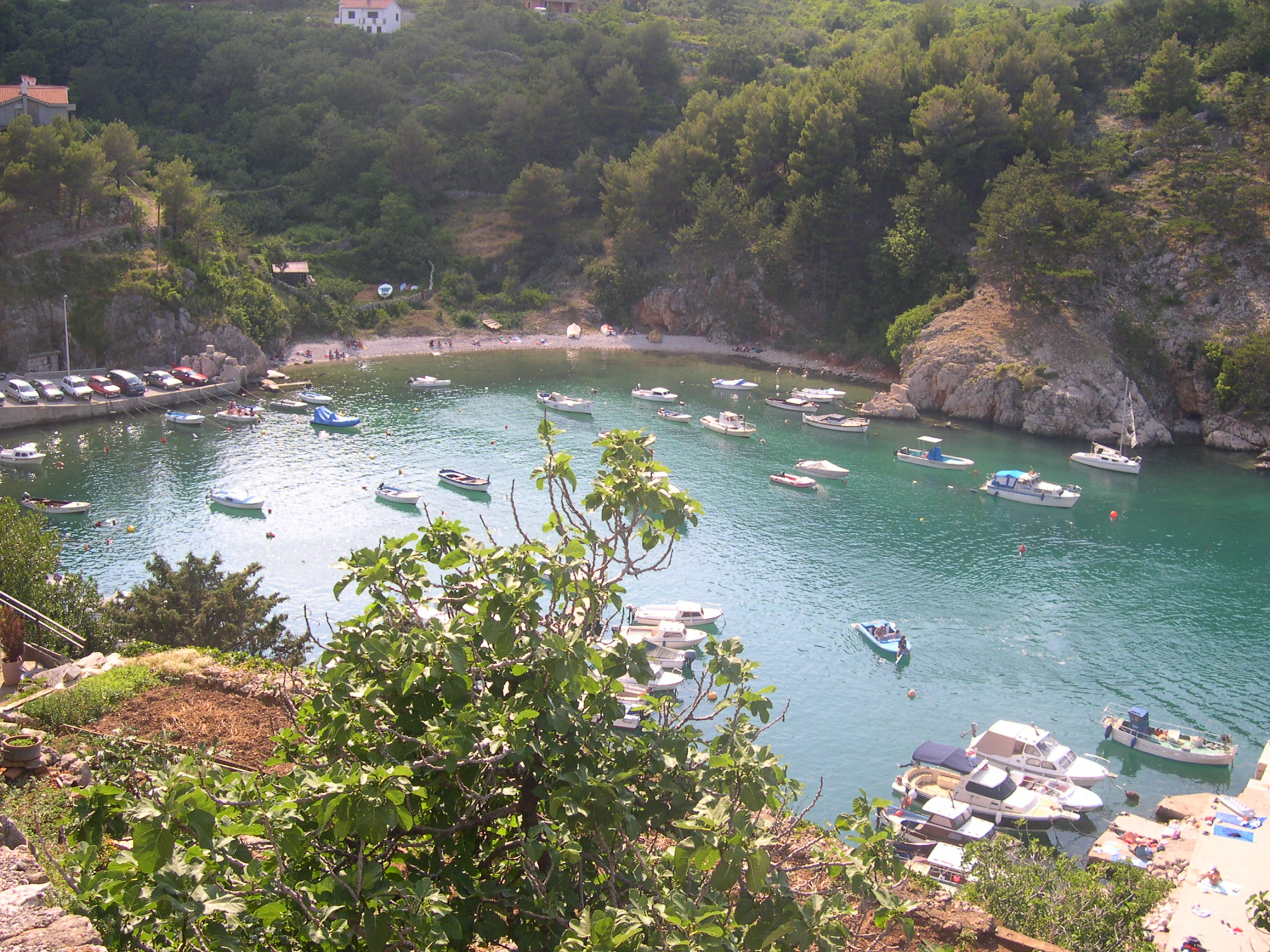
Verbenico - baia

### Località
Il comune di Verbenico è diviso in 4 insediamenti (naselja), di seguito elencati. Tra parentesi il nome in lingua italiana, spesso desueto.
- Garica (Garizze[4][7] o Le Cave)
- Kampelje (Campeglie[8])
- Risika (Rèssica[9])
- Vrbnik (Verbenico[3]), sede comunale